# 11582 Bleuler
11582 Bleuler è un asteroide della fascia principale. Scoperto nel 1994, presenta un'orbita caratterizzata da un semiasse maggiore pari a 2,8707917 UA e da un'eccentricità di 0,0046928, inclinata di 0,97129° rispetto all'eclittica.